# Sardijnen
De Sardijnen zijn een Zuid-Europees volk van Romaanse etniciteit van oorsprong levend op het eiland Sardinië.
Er leven 1.661.521 Sardijnen op Sardinië.